# I guanti di Rocambole
I guanti di Rocambole è un film muto italiano del 1913 diretto da Segundo de Chomón.